# Круг и квадрат
«Круг и Квадрат» (фр. Cercle et Carré) — группа художников абстрактного искусства, основанная в январе 1929 года в Париже бельгийским поэтом, живописцем, историком и теоретиком авангардного искусства Мишелем Сёфором (собственно Фердинанд Луи Беркларс, псевдоним взял в 1928 году) и уругвайским живописцем, писателем и теоретиком Хоакином Торрес-Гарсия, автором художественной концепции «универсального конструктивизма».
Мишель Сёфор с 1921 г. издавал в Антверпене художественный журнал «Панорама». В 1925 г. переехал в Париж. Сблизился с дадаистами и футуристами Тристаном Тцара, Жаном Кокто, Блезом Сандраром, Фернаном Леже, Филиппо Маринетти, Питом Мондрианом, Василием Кандинским, Куртом Швиттерсом и другими. В 1930 г. М. Сёфор организовал в Париже первую выставку абстрактного искусства, а позднее — многие другие авангардные предприятия. Писал стихи, монографии о художниках, занимался керамикой, книжной графикой, фотографией, коллажем. Он был автором и издателем трех капитальных томов: «Словарь абстрактного искусства» (1958), «Абстрактная живопись: Достижения за пятьдесят лет» (1964), «Скульптура нашего века» (1960). В 1927 году основал журнал «Международная документация нового духа». Сёфор написал пьесу «Мимолетное вечно» (1972), сценографию разработал Мондриан.
В 1930 году в парижской «Галерее 23» была организована выставка «Круг и квадрат», на которой было представлено 130 абстрактных работ 46 художников самых разных направлений. Среди них: Жан Арп, Вилли Баумайстер, Жорж Вантонгерло, Александра Экстер, Василий Кандинский, Ле Корбюзье, Пит Мондриан, Фернан Леже, Амеде Озанфан, Антуан Певзнер, Энрико Прамполини, Луиджи Руссоло, Генрик Стажевский, Серж Шаршун, Курт Швиттерс и многие другие. «Наша программа, — заявили художники, — конструкция, будь то фигуративная или нефигуративная».
В 1930 году Торрес-Гарсия и Тео ван Дусбург создали журнал «Cercle et Carré». В журнале Сёфор выступал за футуризм и конструктивизм против сюрреализма. Выставочное объединение вскоре перестало существовать. Его продолжением считают объединение «Абстракция-Творчество». В 1934 году Торрес-Гарсия уехал на родину, в Монтевидео (Уругвай). В 1936 году он продолжил публикацию журнала в Монтевидео на испанском («Círculo y el Сuadrado») и французском языках с названием: «Круг и Квадрат, второе возрождение». Из Франции художники — Пит Мондриан, Умберто Боччони и другие — отправляли статьи для публикации в этом журнале.